# Александровка (Баянаульський район)
Алекса́ндровка (каз. Александровка) — село у складі Баянаульського району Павлодарської області Казахстану. Входить до складу Торайгировського сільського округу.
Населення — 84 особи (2021; 123 у 2009, 152 у 1999, 354 у 1989).
Національний склад станом на 1989 рік:
- казахи — 100 %.